# Pa Laungue (zona autoadministrada)
Pa Laungue (em birmanês: Pa Laung) é uma zona autoadministrada da Birmânia (ou Mianmar) com capital em Namhsan. Foi criada no interior do estado de Xã após conflito armado com o governo.